# Aartsbisdom Dar es Salaam

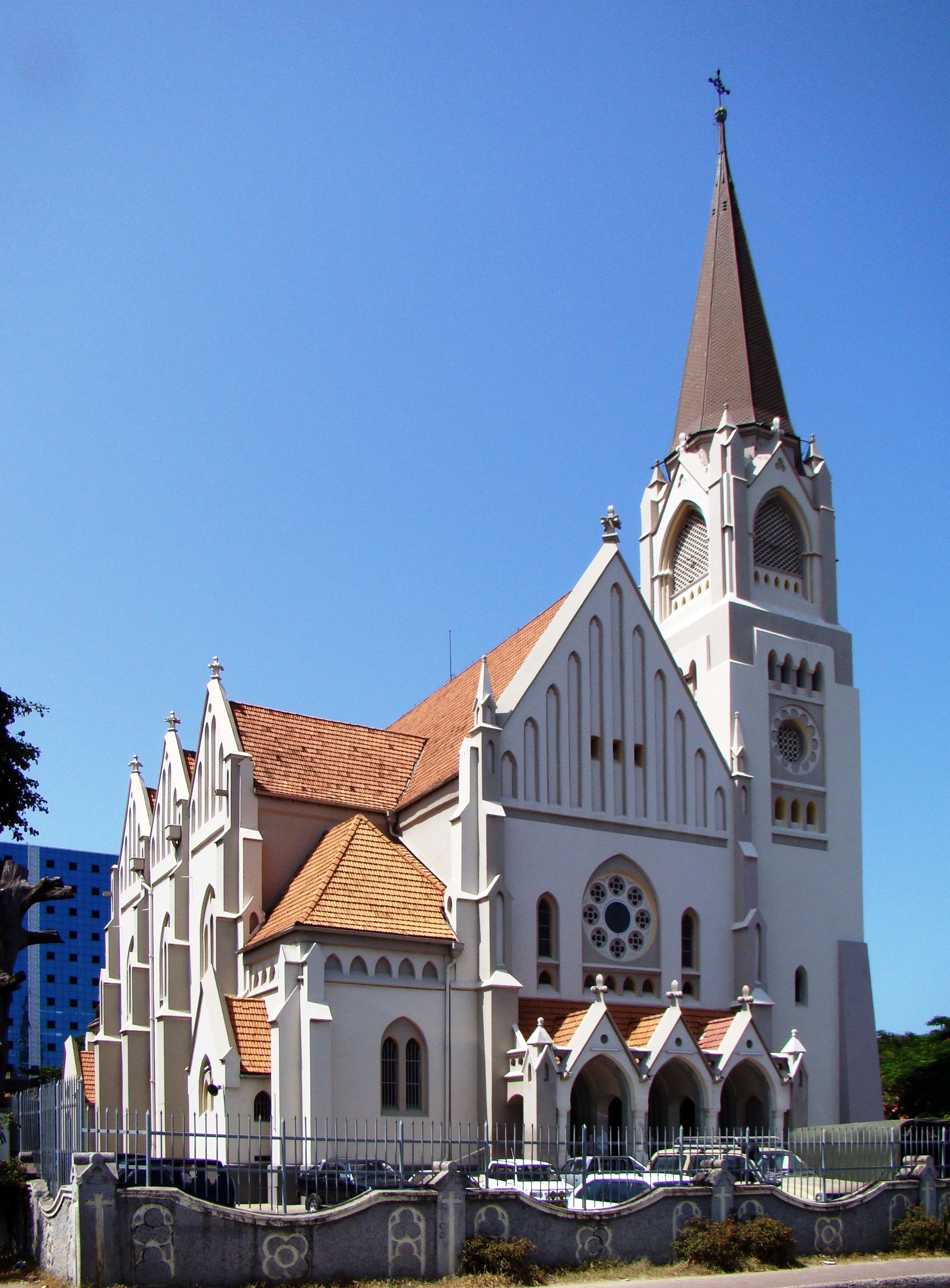
Sint-Jozefkathedraal in Dar es Salaam

Het aartsbisdom Dar es Salaam (Latijn: Archidioecesis Daressalaamensis) is een rooms-katholiek aartsbisdom met als zetel Dar es Salaam in Tanzania.
Het aartsbisdom is ontstaan uit de apostolische prefectuur Zuid-Zanguebar, opgericht in 1887. Dit werd in 1902 een apostolisch vicariaat en in 1906 werd de naam gewijzigd in apostolisch vicariaat Dar es Salaam. In 1953 werd Dar es Salaam verheven tot een aartsbisdom. Edgar Aristide Maranta, O.F.M. Cap., bisschop van Dar es Salaam sinds 1930, werd de eerste aartsbisschop. 
Dar es Salaam heeft vier suffragane bisdommen:
- Bisdom Mahenge
- Bisdom Morogoro
- Bisdom Tanga
- Bisdom Zanzibar

In 2019 telde het aartsbisdom 114 parochies. Het bisdom heeft een oppervlakte van 40.000 km² en telde in 2019 6.200.000 inwoners waarvan 28,8% rooms-katholiek was. 

## Aartsbisschoppen
- Edgar Aristide Maranta, O.F.M. Cap. (1953-1968)
- Laurean Rugambwa (1968-1992)
- Polycarp Pengo (1992-2019)
- Jude Thadaeus Ruwa’ichi, O.F.M. Cap. (2019-)

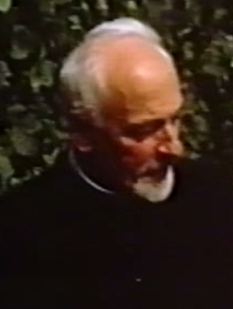
Edgar Aristide Maranta, O.F.M. Cap.
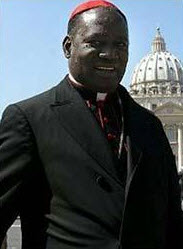
Polycarp Pengo